# デュースブルク中央駅
デュースブルク中央駅（デュースブルクちゅうおうえき、ドイツ語：Duisburg Hauptbahnhof）はドイツノルトライン＝ヴェストファーレン州デュッセルドルフ行政管区デュースブルクにあるドイツ鉄道（DB）とライン＝ルールSバーンの鉄道駅。

## 駅構造
6面12線の地上駅。

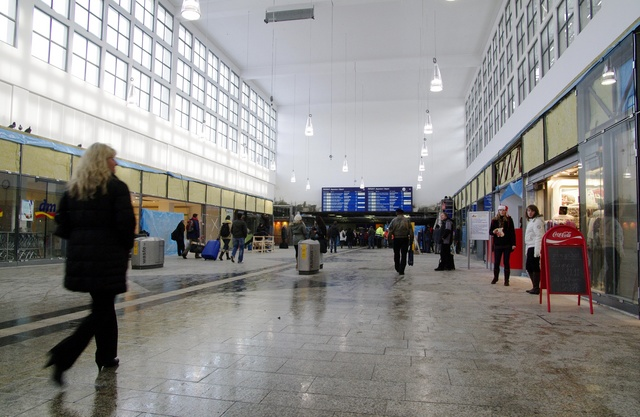
コンコース（2009年12月23日）
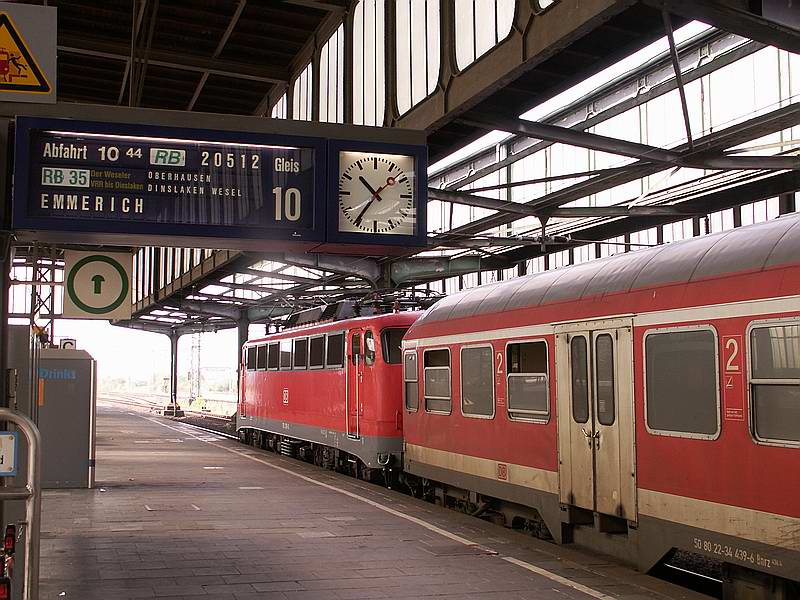
ホーム（2006年7月24日）

## 沿革
- 1846年2月9日 - ケルン-ミンデン鉄道会社の駅として開業。

## 隣の駅
タリス
タリス
デュッセルドルフ中央駅 - デュースブルク中央駅 - エッセン中央駅
ドイツ鉄道
ICE10・IC51
デュッセルドルフ空港駅 - デュースブルク中央駅 - エッセン中央駅
ICE31・ICE41・ICE42・IC26・IC/EC30
デュッセルドルフ中央駅 - デュースブルク中央駅 - エッセン中央駅
ICE43・ICE78
デュッセルドルフ中央駅 - デュースブルク中央駅 - オーバーハウゼン中央駅
IC/EC32・IC55
デュッセルドルフ中央駅 - デュースブルク中央駅 - ミュールハイム中央駅
IC/EC35・RB35
デュッセルドルフ空港駅 - デュースブルク中央駅 - オーバーハウゼン中央駅
RE1・RE2・RE6
デュッセルドルフ空港駅 - デュースブルク中央駅 - ミュールハイム中央駅
RE5
オーバーハウゼン中央駅 - デュースブルク中央駅 - デュッセルドルフ空港駅
RE11
ラインハウゼン駅 - デュースブルク中央駅 - ミュールハイム中央駅
RB31
ラインハウゼン駅 - デュースブルク中央駅
RB33
デュースブルク＝ホーホフェルト南駅 - デュースブルク中央駅 - オーバーハウゼン中央駅
RB37
デュースブルク中央駅 - デュースブルク＝ヴェーダウ駅
ユーロレール
RB33
デュッセルドルフ空港駅 - デュースブルク中央駅 - オーバーハウゼン中央駅
ライン＝ルールSバーン
■1号線
ミュールハイム＝シュティールム駅 - デュースブルク中央駅 - デュースブルク・シュレンク駅
■2号線
オーバーハウゼン中央駅 - デュースブルク中央駅